# Joseph Thorn
Pour les articles homonymes, voir Thorn.
Joseph Thorn dit Jos Thorn, né le 5 novembre 1883 à Echternach (Luxembourg) et mort le 10 novembre 1953 à Luxembourg-Ville (Luxembourg), est un avocat et homme politique luxembourgeois, président du Parti socialiste (SP) jusqu'en 1921 après la mort accidentelle de Jean Schortgen (lb).
Joseph Thorn est nommé conseiller d’État le 14 décembre 1945, fonction venue à terme le 10 novembre 1953 lors de son décès.

## Décoration
- Commandeur de l'ordre de la Couronne de chêne[3] (promotion 1950, Luxembourg)